# Appartementhaus Syrotkyna
Das Appartementhaus Syrotkyna (ukrainisch Прибутковий будинок Сироткіна, ehemals Restaurant Leipzig) war bei seiner Fertigstellung im Jahr 1901 mit einer Höhe von 42,5 Metern das höchste Gebäude in Kiew und ist seit 2011 ein Architekturdenkmal.

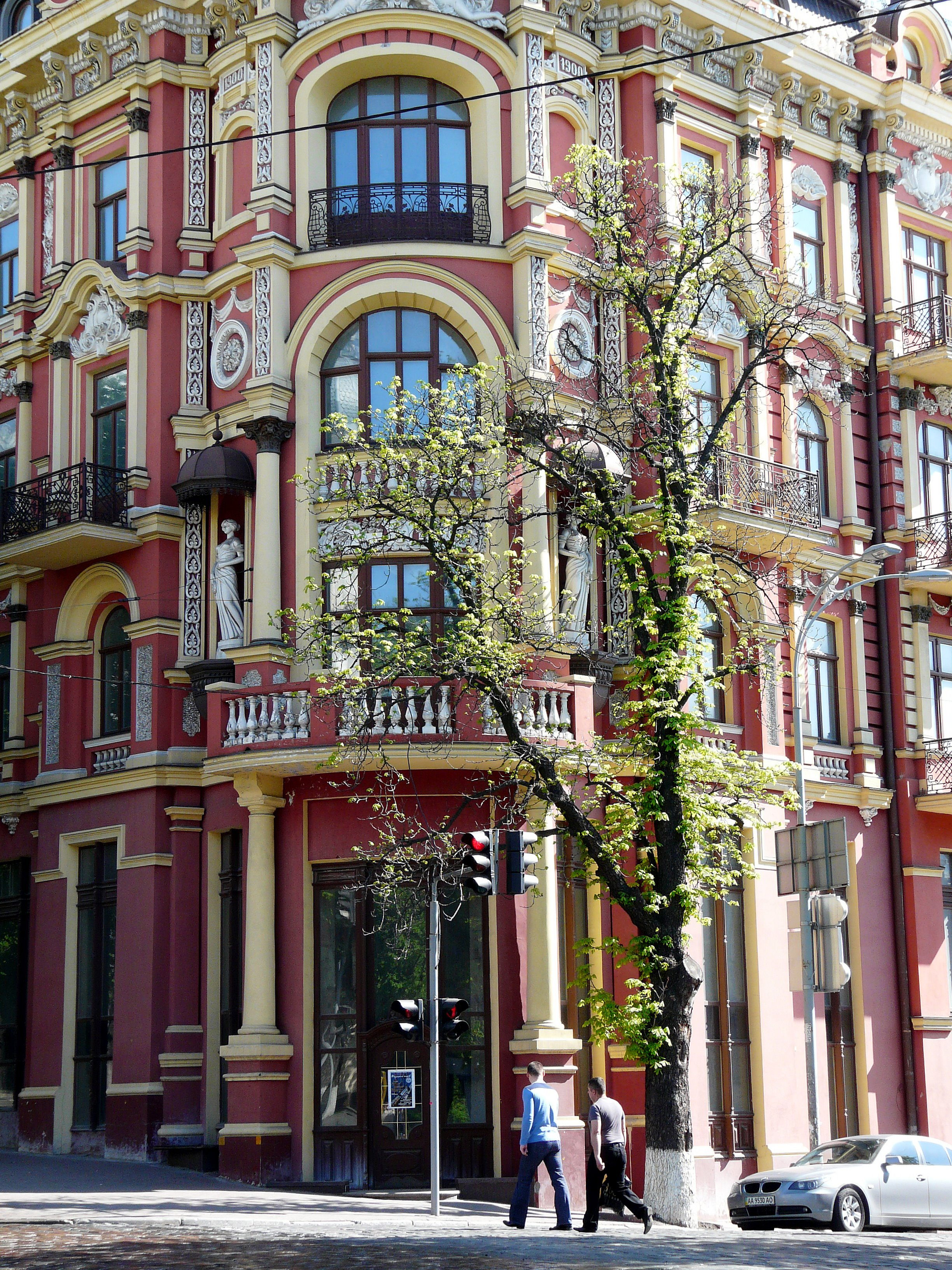
Nahaufnahme der Straßenecke

## Lage

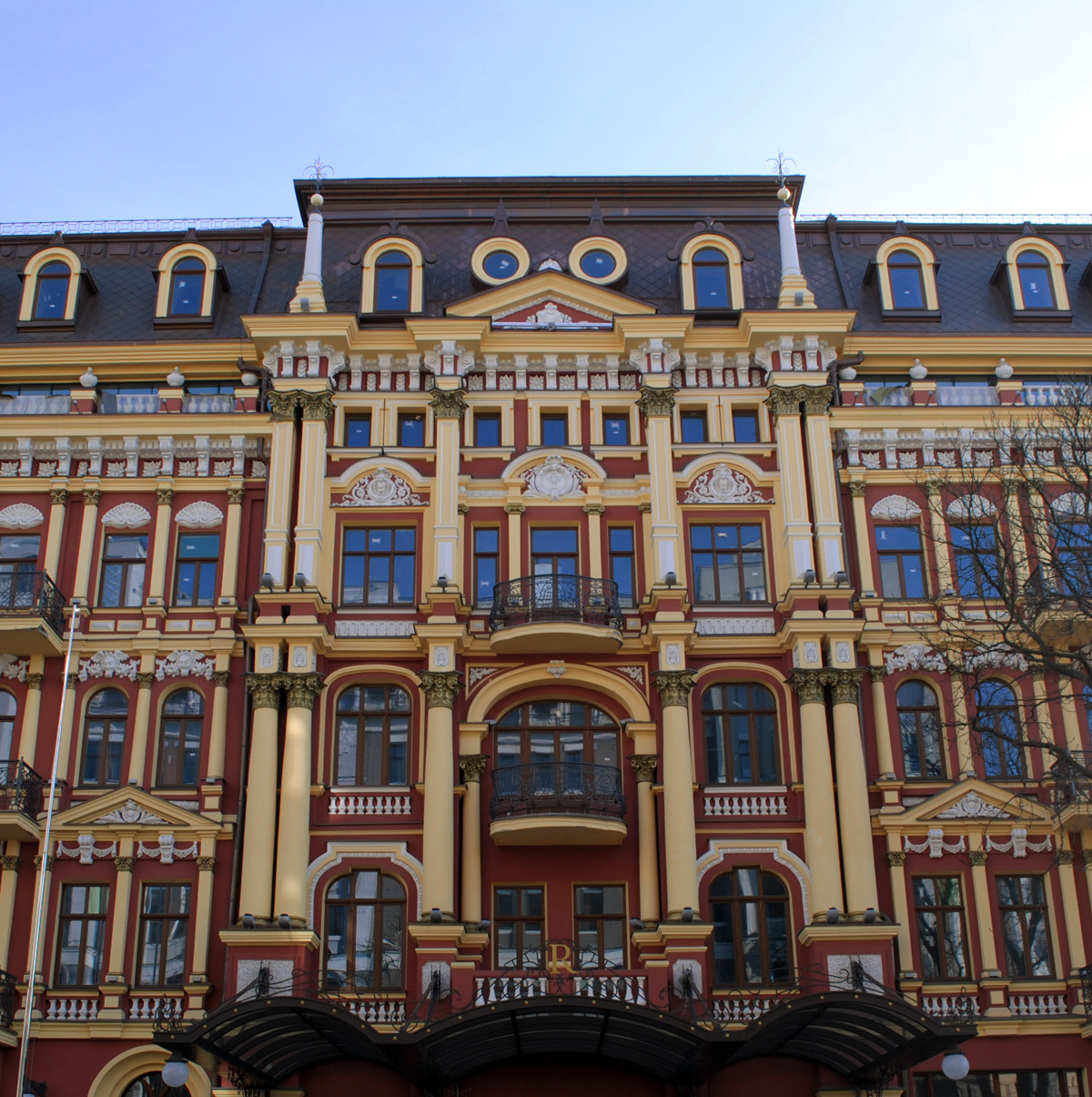
Frontseite des Gebäudes

Das Eckgebäude befindet sich im Stadtrajon Schewtschenko auf der Wolodymyrska-Straße Nummer 39/24 Ecke Prorisna-Straße (Прорізна вулиця) nahe dem Goldenen Tor und dem U-Bahnhof Soloti worota im historischen Stadtzentrum der ukrainischen Hauptstadt.

## Geschichte

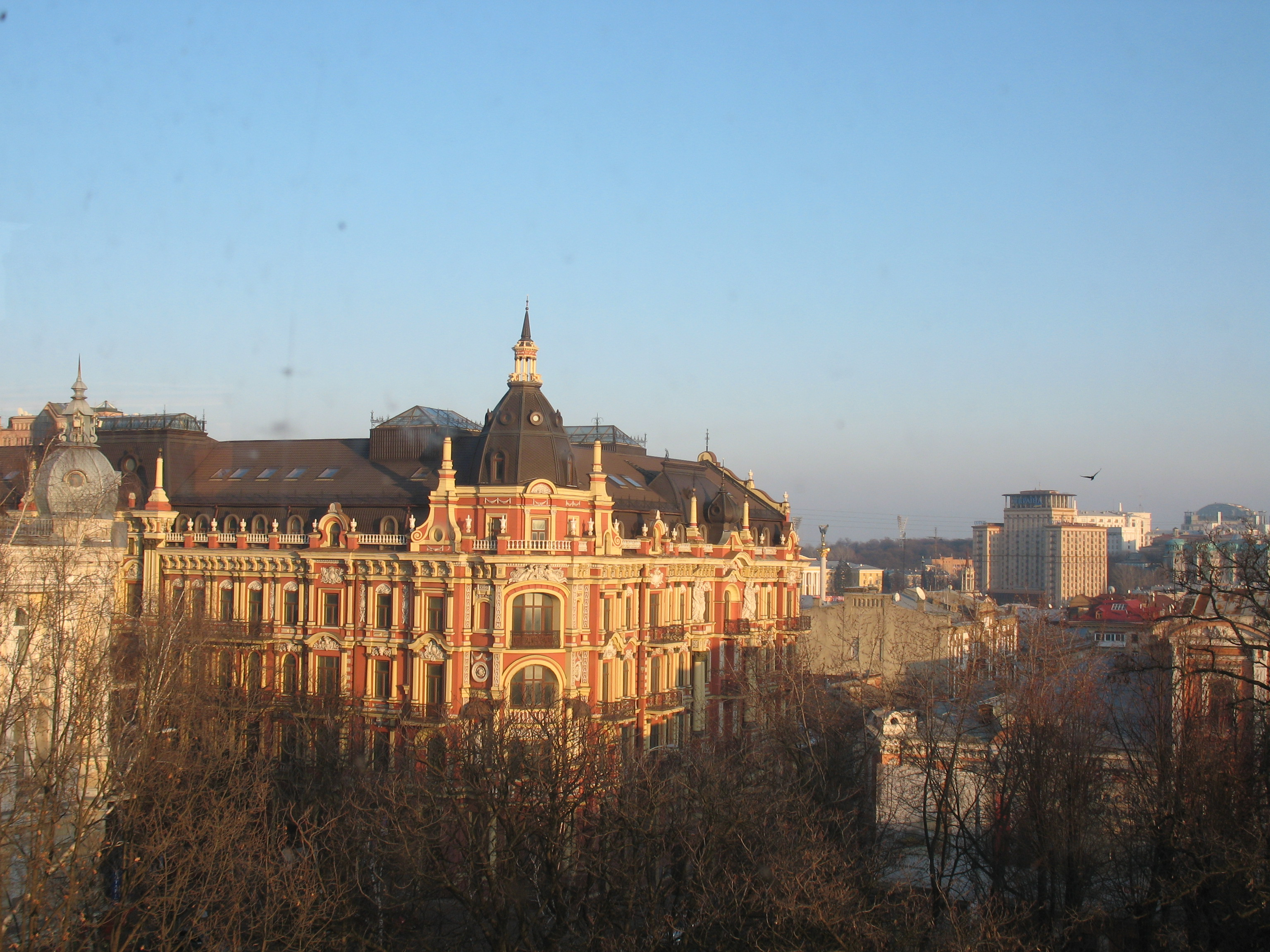
Gebäude mit Blick Richtung Majdan Nesaleschnosti

Bauherr des zwischen 1899 und 1901 vom Architekten Karl Friedrich Schiermann (russisch: Карл Фридрихович Шиман) im Renaissance-Stil errichteten Appartementhauses war der Jagdwaffenproduzent Pjotr Hryhorowytsch-Barskyj, der jedoch das Gebäude vor Fertigstellung aus finanziellen Gründen an die Kreditgeber zurückgeben musste, die es auf einer Auktion an den Kaufmann Olexander Syrotkyn versteigerten, weshalb das Haus diesen Namen trägt.
Im Erdgeschoss befand sich nach Fertigstellung des Bauwerks das im Michail Bulgakows Roman Die weiße Garde erwähnte Café Marquise und zur Sowjetzeit das Restaurant Leipzig, in dem ausschließlich deutsche Küche angeboten wurde. Inzwischen wurde das Haus umfangreich saniert und beherbergt heute ein Luxushotel mit 150 Zimmern und 23 Suiten.